# Terauchi Ryota
Ryota Terauchi (sinh ngày 26 tháng 4 năm 1982) là một cầu thủ bóng đá người Nhật Bản.

## Sự nghiệp câu lạc bộ
Ryota Terauchi đã từng chơi cho Sanfrecce Hiroshima.